# Liste der Naturdenkmale in Söhrewald
Die Liste der Naturdenkmale in Söhrewald nennt die auf dem Gebiet der Gemeinde Söhrewald im Landkreis Kassel in Hessen gelegenen Naturdenkmale. Dies sind gegenwärtig der „Prinzessinbaum“ und das Flächenhafte Naturdenkmal „Basaltfelsen Lenzingskeller“.

## Bäume
| Bild                          | Bezeichnung              | Ortsteil, Lage                          | Beschreibung | Art             | Nr.      |
| ----------------------------- | ------------------------ | --------------------------------------- | --- | --------------- | -------- |
| mehr Fotos \| Fotos hochladen | 1 Buche „Prinzessinbaum“ | Wellerode 51° 14′ 0,5″ N, 9° 36′ 5,7″ O | Rotbuche ca. 1,5 km östlich des Ortsrandes von Wellerode, im Wald, Standort „Hessenhagen“. Der beeindruckende Baum mit Zwillingsstamm steht etwa 40 m westlich eines Forstweges. Stammumfang: 4,25 m (2005: 4,10 m) Höhe: 30 m Pflanzjahr: ca. 1855 OSM-Link zur Kartendarstellung: Prinzessinbaum | Fagus sylvatica | 6.33.732 |

## Flächenhaftes Naturdenkmal
| Bild           | Bezeichnung                 | Ortsteil, Lage                            | Beschreibung | Nr.      |
| -------------- | --------------------------- | ----------------------------------------- | --- | -------- |
| weitere Bilder | Basaltfelsen Lenzingskeller | Wellerode 51° 12′ 52,4″ N, 9° 33′ 41,9″ O | Hang mit Basalt-Säulen, Stein-Schutthalden und Edellaubbaumwald, südwestlich von Wellerode. Im geneigten Gelände findet sich zwischen den Laubbäumen viel Totholz. Das Naturdenkmal liegt östlich eines Forstweges, der Bestandteil mehrerer Wanderwege ist. Von dort aus sind die Basaltformationen gut einsehbar. Fläche: ca. 0,8 ha OSM-Link zur Kartendarstellung: „Basaltfelsen Lenzingskeller“ südwestlich von Wellerode | 6.33.733 |

## Belege
1. ↑  Nach dem amtlichen Kataster der Unteren Naturschutzbehörde des Landkreises Kassel und vor Ort Recherche 2016 - Juni 2017.
2. ↑  Messung 2017-02-18 in h=1,30 m
3. ↑  Angaben zu Stammumfang 2005, Größe und Pflanzjahr nach Rüdiger Germeroth, Horst Koenies, Reiner Kunz: Natürliches Kulturgut - Vergangenheit und Zukunft der Naturdenkmale im Landkreis Kassel, Herausgeber: Kreisausschuss des Landkreises Kassel, Untere Naturschutzbehörde, Wolfhagen, 2005, Anhang "Bäume" S. 186 ff. Das Pflanzjahr wurde über das dort geschätzte Alter und das Erscheinungsjahr (2005) der Publikation zurückgerechnet.
4. ↑  Angaben nach Rüdiger Germeroth, Horst Koenies, Reiner Kunz: Natürliches Kulturgut - Vergangenheit und Zukunft der Naturdenkmale im Landkreis Kassel, Herausgeber: Kreisausschuss des Landkreises Kassel, Untere Naturschutzbehörde, Wolfhagen, 2005, Anhang "Flächenhafte Naturdenkmale" S. 162 ff.

- Karte mit allen Koordinaten:
- OSM |
- WikiMap